# Bradfield St. Clare
Bradfield St. Clare is een civil parish in het bestuurlijke gebied West Suffolk, in het Engelse graafschap Suffolk met 140 inwoners.